# Cours-de-Pile
Cours-de-Pile är en kommun i departementet Dordogne i regionen Nouvelle-Aquitaine i sydvästra Frankrike. Kommunen ligger i kantonen Bergerac 2e Canton som tillhör arrondissementet Bergerac. År 2022 hade Cours-de-Pile 1 563 invånare.

## Befolkningsutveckling
Antalet invånare i kommunen Cours-de-Pile
Referens:INSEE